# Giovanni Benedetto Borromeo Arese
Giovanni Benedetto Borromeo Arese, 8. Marchese von Angera (* 1. Juli 1679 in Mailand; † 10. März 1744 ebendort), war ein italienischer Adliger und Unternehmer.

Wappen der Borromeo

## Leben

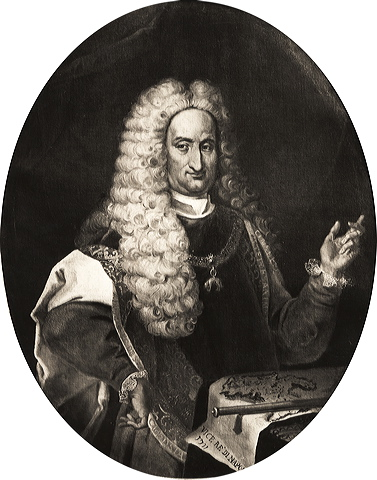
Carlo Borromeo Arese

Als erstgeborener Sohn von Carlo Borromeo Arese, Vizekönig des Königreichs Neapel, und der Gräfin Giovanna Odescalchi, Nichte von Papst Innozenz XI., wurde Giovanni Benedetto am 1. Juli 1679 in Mailand geboren.

### Diplomatische Karriere

Wappen der Grillo

Noch sehr jung wurde er Präfekt der Miliz von Verbano und interessierte sich auch für die lokale Kultur, so war er der erste, der sich für Philosophiestudien am College der Jesuiten von Arona einsetzte. Dank der einschlägigen politischen Stellung seines Vaters war Giovanni Benedetto ab 1701 in einer Reihe von zweitrangigen diplomatischen Missionen im Auftrag des Herzogtums Mailand zunächst in Rom und dann in Neapel tätig. Auf Anraten seines Vaters heiratete er 1707 Clelia Grillo, die Tochter des Herzogs Grillo, eines der wichtigsten Vertreter der genuesischen Aristokratie, der sich oft offen auf die Seite der spanischen Politik gestellt hatte und als Belohnung das Lehen Mondragone im Königreich Neapel erhalten hatte. Diese Heirat hätte nach Ansicht seines Vaters die Bande zwischen dem pro-spanischen Adel in Mailand weiter stärken sollen, wenn nicht am Ende des Spanischen Erbfolgekrieges das Gebiet des Herzogtums Mailand endgültig an Österreich übergegangen wäre.

### Heirat

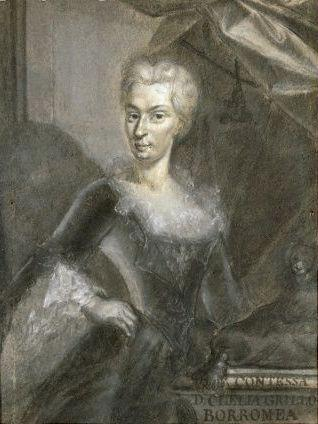
Clelia Grillo Borromeo, Porträt von Giuseppe Candido Agudio, 1750

Giovanni Benedetto heiratete am 7. Juli 1707 die Adelige Clelia Grillo, Tochter des Marchese Marcantonio und seiner Gattin Maria Antonia Imperiali di Latiano.

### Geschäftliche Aktivitäten
Nach dem Übergang Mailands an die Habsburger, beschloss auch Giovanni Benedetto, sich mehr auf die Besitztümer seiner Familie zu konzentrieren und gründete neue Fabriken, zum Beispiel eine Reihe von Papierfabriken und Mühlen im Intra-Gebiet. In Mailand schloss er sich mit dem Ingenieur Carlo Giuseppe Ronzio zusammen und wurde ab 1720 Inhaber eines Geschäfts, in dem er die Textilprodukte aus eigener Herstellung vermarktete, um die hohen Importgebühren zu senken, welche die Politik des Protektionismus mit der Absicht geschaffen hatte, die alten Kaufmannsgilden zu untergraben und die Produktion im Herzogtum zu erhöhen.
Die Initiative sollte ein Netzwerk kleiner verbundener Unternehmen ins Leben rufen, die von anderen, mit dem „Mutterhaus“ verbundenen Kleinunternehmern geführt werden konnten, die so zu Anteilseignern der Unternehmen wurden, sowie von einer Reihe externer Partner, welche die alleinige Aufgabe hatten, liquides Kapital zuzuführen und Gewinne aus der Tätigkeit zu erzielen. Die Waren sollten, neben dem Mailänder Markt sicherlich in das Heilige Römische Reich und die Staaten der Habsburger Monarchie, die sich ebenfalls auf das Spinnen, Weben und Färben von Produkten konzentrierten, gehen. Vor allem Seide und das in kurzer Frist – wie Giovanni Benedetto in einem Brief an seinen Kollegen Ronzio bemerkte – „Während die gewerblichen Kaufleute sie zur Zeit nur von den Nonnen einiger Klöster bekommen können“.

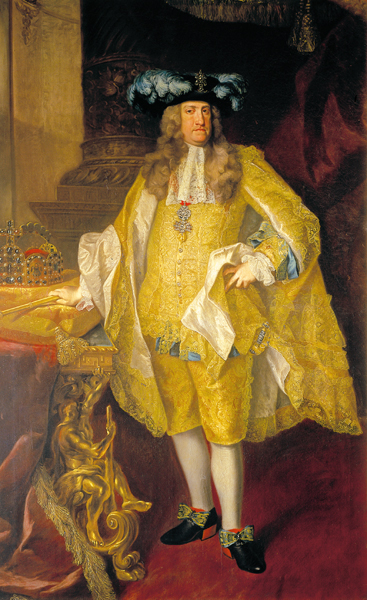
Kaiser Karl VI., von Johann Gottfried Auerbach, 1735

Ein industrielles Engagement dieser Größenordnung bedurfte sicherlich die Unterstützung der Regierung. Im Jahr 1720 erteilte der Generalgouverneur Graf di Colloredo der „Casa di San Giuseppe“, wie das Unternehmen genannt wurde, die Zustimmung unter der Bedingung, dass es nicht nur von Borromeo, sondern auch von den Grafen Guido Stampa und Guido Pietrasanta geleitet wurde.
Die staatliche Unterstützung entsprach perfekt den von Kaiser Karl VI. geäußerten Forderungen, die darauf abzielten, die Landstreicher und Obdachlosen zu bekämpfen, damit sie in Mailand und auf dem Lande leichter eine Arbeit finden konnten. Der Betrieb spezialisierte sich sofort auf die Herstellung von Strümpfen und Decken aus feinen oder kostbaren Stoffen für den Mailänder Markt. Außerdem begann Borromeo eine Seifenproduktion und experimentierte mit dem ersten Anbau von Soda in Italien, das zuvor aus Spanien importiert worden war.
Die feindselige und geschlossene Reaktion der Mailänder Kaufleute und Zünfte (insbesondere der Wollhändler und Weber) ließ jedoch nicht lange auf sich warten. Sie widersetzten sich dem Vorhaben, weil die Statuten vorsahen, dass die Arbeiter nicht notwendigerweise in irgendeiner Zunft eingeschrieben waren, wodurch den Zünften selbst eine große Anzahl von „zertifizierten“ Arbeitern verloren. Dazu kam die Tatsache, dass nach Angaben der Unternehmen, kein Arbeiter per Vertrag eine eigene unabhängige und von der „Casa di San Giuseppe“ unabhängige Tätigkeit aufbauen konnte. Es wurde also das Recht auf freien Wettbewerb und Initiative verboten.
Nach dieser Diskussion verliert sich die Spur dieser Gesellschaft, was Grund zu der Annahme gibt, dass es aufgelöst und sein Anfangskapital unter den Gesellschaftern liquidiert wurde.

### Politische Karriere

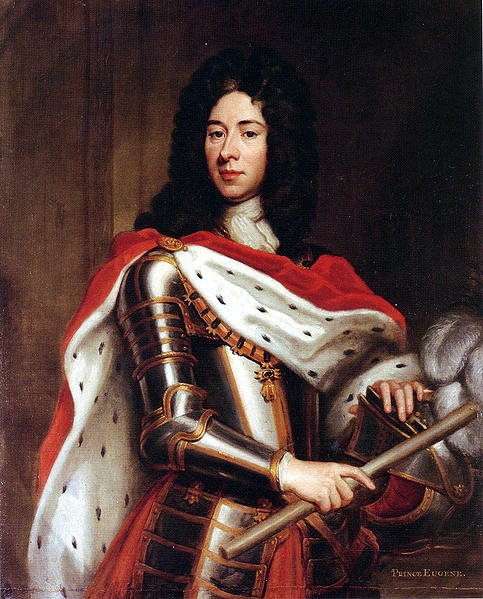
Prinz Eugen, Porträt von 1712

Nach dem Scheitern seiner Unternehmerkarriere, obwohl er kein Kapital verlor, wurde Borromeo nach dem Tod seines Vaters am 12. Juli 1734 in den Kreis der  Sechzig Decurioni del Consiglio Generale der Stadt Mailand aufgenommen und erbte damit auch alle Güter und Titel seines Vaters. Seine Arbeit wurde von den savoyischen Besatzern des Herzogtums unter der Führung von Prinz Eugen von Savoyen geschätzt und auch bei der Rückkehr der Habsburger am 26. Dezember 1736 bestätigt. Für die gezeigte Treue bestätigte ihm Kaiser Karl VI. auch das Lehen Maccagno Inferiore, dessen Besitz bereits seinem Vater am 17. November 1718 zugesprochen worden war, mit dem Recht als Reichsvikar Münzen zu prägen.

### Tod
Er starb am 18. März 1744 in Mailand.

## Kinder
Giovanni Benedetto und Clelia Grillo hatten die folgenden Kinder:
- Giulia (1709–1779), verheiratet mit Filippo Archinto, Graf von Tainate
- Renato, (1710–1778), Marchese di Angera, verheiratet mit Prinzessin Anna Maria Erba Odescalchi,  wurde am 7. April sein Nachfolger als Dekurio
- Maria Paola (1712–1761), verheiratet mit Marchese Basilio Gonzaga di Luzzara
- Francesco (1713–1775), Graf von Arona, verheiratet mit Ignacia Ortis y Zorate
- Giuseppe (1714–1715)
- Carlo Felice Antonio (1713)
- Giustina (1717–1747), verheiratet mit Giuseppe Agostino Bonanno Filangeri, Prinz von Cattolica
- Vitaliano (1720–1793), Kardinal